# DSA-441
La DSA-441 es una carretera perteneciente a la Red Secundaria de la Diputación Provincial de Salamanca que une la  SA-315  con la localidad de Yecla de Yeltes. También pasa por la localidad de Pozos de Hinojo.

## Origen y Destino
La carretera  DSA-441  tiene su origen en el término municipal de Pozos de Hinojo en la intersección con la carretera  SA-315 , y termina en Yecla de Yeltes en la intersección con la carretera  DSA-460  formando parte de la Red de carreteras de Salamanca.